# Calau de Vieillot
El calau de Vieillot (Rhabdotorrhinus leucocephalus) és una espècie d'ocell de la família dels buceròtids (Bucerotidae) que habita els boscos de Mindanao i algunes petites illes properes, a les Filipines.